# 元山岛
元山岛（：／ Wonsan do */?）是一个位于韩国忠清南道西方的岛屿。

## 地理

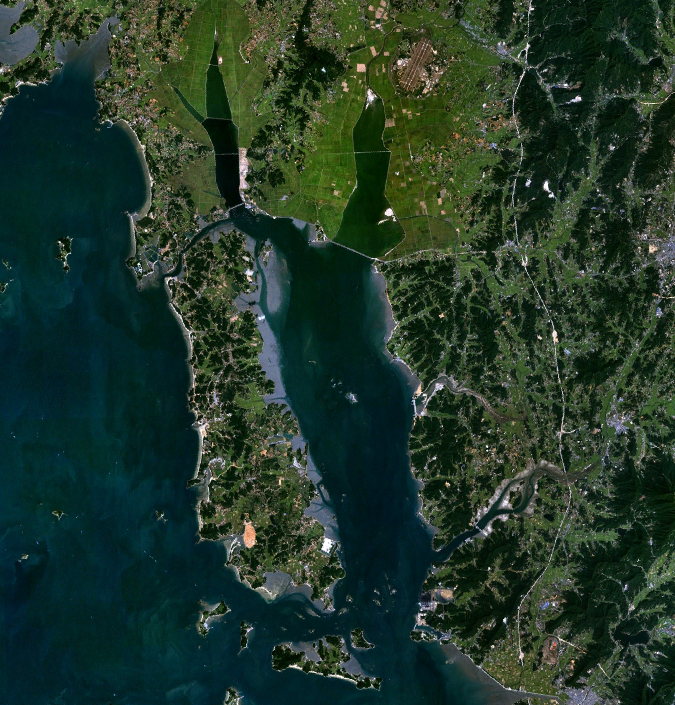
元山岛位于安眠岛（中央）的南方

元山岛位于安眠岛的南方，浅水湾的湾口处。是忠清道地区的第二大岛（仅次于安眠岛）。从保宁市中央地区的大川港乘船出发大约需要40分钟。
元山岛属于保宁市鳌川面，构成了元山岛里。
岛的岸边到处有着悬崖，岛上有着由石英砂构成的沙滩，岛的南部有三个海水浴场。